# جامعة فينيتسا للتمويل والاقتصاد
جامعة فينيتسا للتمويل والاقتصاد مؤسسة تعليم عالي أوكرانية، (بالأوكرانية: Вінницький фінансово-економічний університет) هي جامعة تقع في فينيتسا, أوكرانيا. تأسست هذه الجامعة في سنة 1995